# Anna Gostomelsky
Anna Gostomelsky (en hebreo: אניה גוסטומלסקי‎, en ucraniano: Ганна Гостомельський; Kiev, URSS, 9 de junio de 1981) es una deportista israelí de origen ucraniano que compitió en natación. Ganó una medalla de bronce en el Campeonato Europeo de Natación en Piscina Corta de 2006, en la prueba de 50 m espalda.

## Palmarés internacional
| Campeonato Europeo en Piscina Corta | Campeonato Europeo en Piscina Corta | Campeonato Europeo en Piscina Corta | Campeonato Europeo en Piscina Corta |
| Año                                 | Lugar                               | Medalla                             | Prueba                              |
| ----------------------------------- | ----------------------------------- | ----------------------------------- | ----------------------------------- |
| 2006                                | Helsinki (Finlandia)                | Medalla de bronce                   | 50 m espalda                        |